# Нефёдов, Илья Григорьевич
Нефёдов Илья Григорьевич (2 августа 1924, с. Рядиловка, Курская губерния — 9 сентября 1977, Белгород) — командир отделения 794-го стрелкового полка 232-й Сумско-Киевской Краснознаменной стрелковой дивизии 40-й армии 2-го Украинского фронта, старший сержант — на момент представления к ордену Славы 1-й степени.

## Биография
Родился 2 августа 1924 года в селе Рядиловка (ныне — Белгородского района Белгородской области). Член ВКП/КПСС с 1944 года. После окончания шести классов сельской школы работал в колхозе.
В 1942 году был призван в Красную Армию. На фронте с июня того же года. Отличился в боях за освобождение Правобережной Украины, на территории Румынии.
12 марта 1944 года у населенного пункта Адамиевка младший сержант Нефёдов с командиром взвода разведки лейтенантом Ковалевым проник в село, чтобы вскрыть систему вражеской обороны. Спасая командира, уничтожил 4 противников и одного взял в плен. Приказом по 232-й стрелковой дивизии 2 апреля 1944 года за отвагу и мужество при выполнении разведывательного задания младший сержант Нефедов Илья Григорьевич награждён орденом Славы 3-й степени.
Вскоре дивизия вышла на Днестр. В первом броске на рыбачьих лодках под покровом темноты переправилось отделение Нефёдова. Преодолев Днестр, солдаты затаились под высоким берегом. Противники обнаружили переправу и открыли огонь. Форсирование могло сорваться. Тогда младший сержант с отделением скрытно подобрался к вражеским позициям. Бойцы гранатами уничтожил три пулемёта и стремительным броском ворвались в траншею. Отделение без потерь захватило первую траншею и удерживало её до утра, пока не переправились главные силы полка. Приказом от 2 апреля 1944 года младший сержант Нефедов Илья Григорьевич награждён орденом Славы 2-й степени.
В последующих боях ему приходилось ходить в разведку, подрывать железнодорожное полотно, чтобы отрезать путь отхода вражескому бронепоезду, пробираться в тыл противника, атаковать долговременные укрепления. 19 августа 1944 года, действуя в составе роты в тылу врага в районе южнее населенного пункта Содомень, подавил вражеский дот, а его отделение истребило более 20 противников. Командир дивизии генерал-майор Козырь, представил его к ордену Славы 1-й степени.
Осенью на венгерской земле, с целью обхода сильно укрепленных опорных пунктов противника, расположенных по вершинам гор, группа автоматчиков под командованием старшего сержанта Нефедова разведывала обходные пути по ущельям и склонам гор. После рукопашной схватки с группой противников Илья Григорьевич был ранен в ногу и двое суток провел в тылу, ожидая помощи. Вынесли его венгерские солдаты, которые шли сдаваться в плен. Он был сразу отправлен в полевой госпиталь, но ногу спасти не удалось. За этот последний бой был награждён орденом Отечественной войны 2-й степени.
Указом Президиума Верховного Совета СССР от 24 марта 1945 года за мужество, отвагу и бесстрашие, проявленные в боях с вражескими захватчиками, старший сержант Нефедов Илья Григорьевич награждён орденом Славы 1-й степени.
Весть о высокой награде и день Победы отважный солдат встретил на больничной койке. После излечения в 1945 году был уволен из армии по инвалидности. Вернулся на родину. Жил в городе Белгороде. Работал в мастерской бытового обслуживания. Умер 9 сентября 1977 года.

## Награды
Награждён орденами Отечественной войны 2-й степени, Славы 3-х степеней, медалями.